# Ебу Гого
Еду Гого е човекоподобно създание (криптид) обитаващо Индонезия. Местните говорят за тези същества от древни времена и са ги наричали „горските малки хора“. Според местните Еду Гого е зло и той е бил обект на избиване от техните деди, защото крадял храна и отвличал децата. Дори в местните приказки се разказват истории за Еду Гого който крадял децата които ходели в гората.

## Теории
За някои изследователи на паранормалното, криптозоолози и етнолози това може да са същества подобни на Леприконите и Елфите от Европа и Северна Америка. Според други това е Homo floresiensis и някаква форма на този прачовешки вид еволюирала в изолация. Според учените Homo floresiensis трябва да е изчезнал преди 13 000 години, но криптозоолозите не изключват варианта все пак да са оцеляли някои индивиди в благопричтния климат на Индонезия.